# 16. stoljeće
◄ | 1. tisućljeće | 2. tisućljeće | 3. tisućljeće | ►
◄ | 14. stoljeće | 15. stoljeće | 16. stoljeće | 17. stoljeće | 18. stoljeće | ►
1500-ih | 1510-ih | 1520-ih | 1530-ih | 1540-ih | 1550-ih | 1560-ih | 1570-ih | 1580-ih | 1590-ih
16. stoljeće je je razdoblje od 1501. do  1600. godine.

## Glavni događaji i razvoji
- Isusovci (jezuiti) stižu u hrvatske zemlje polovicom 16. stoljeća.
- Španjolska kolonizacija Amerike
- Talijanski ratovi
- Nepobjediva armada
- Papa Grgur XIII. reformira kalendar - 1582.

## Osobe
- Michelangelo, talijanski slikar i kipar (1475. – 1564.).
- William Shakespeare, engleski pisac (1564. – 1616.).
- Karlo V., car Svetog Rimskog Carstva. Ujedno je bio i kralj Španjolske, vladar novog svijeta, Nizozemske i Italije.

## Izumi i otkrića
- poslije Kolumbova otkrića Amerike (naravno i ostalih moreplovaca), u Europu su uvezeni kukuruz, krumpir i rajčica
- Ferdinand Magellan 1506. godine poduzima svoju prvu ekspediciju prema istočnoj Indiji
- 1510. Leonardo da Vinci izumio turbinu.
- 1543. Nikola Kopernik napisao "Commentariolus" u kome tvrdi da se Zemlja okreće oko Sunca